# Brent Barrett
Brent Barrett (Quinter, 28 febbraio 1957) è un attore e tenore statunitense.

## Biografia
Ha recitato in numerosi musical e opere di prosa a Londra e Broadway, tra cui: West Side Story (Broadway, 1980), Falsettos (Off Broadway, 1981), South Pacific (tour statunitense, 1985), 1776 (New Jersey, 1988), Grand Hotel (Broadway, 1989; tour statunitense, 1990; Londra, 1991), A Little Night Music (Williamstown, 1994), Candide (Broadway, 1997), Annie Get Your Gun (Broadway, 1999), Kiss Me, Kate (Londra, 2001; candidato al Laurence Olivier Award al miglior attore in un musical), Oklahoma! (Londra, 2002), Camelot (New Jersey, 2003), The Phantom of the Opera (Las Vegas, 2006; Oberhausen, 2016), Chicago (Broadway, 2009, 2011, 2012, 2014; tour USA 2015, 2019), Follies (Chicago, 2011), La Cage aux Folles (Sacramento, 2014) e Guys and Dolls (Waltham, 2015; Arlington, 2016).
È apertamente gay.

## Filmografia
- The Producers - Una gaia commedia neonazista (The Producers), regia di Susan Stroman (2005)